# Saint-Sulpice-de-Faleyrens

Saint-Sulpice-de-Faleyrens este o comună în departamentul Gironde din sud-vestul Franței. În 2009 avea o populație de 1.499 de locuitori.

## Evoluția populației
| An        | 1975  | 1982  | 1990  | 1999  | 2006  | 2009  |
| --------- | ----- | ----- | ----- | ----- | ----- | ----- |
| Populație | 1.304 | 1.625 | 1.613 | 1.583 | 1.517 | 1.499 |